# 五重結合

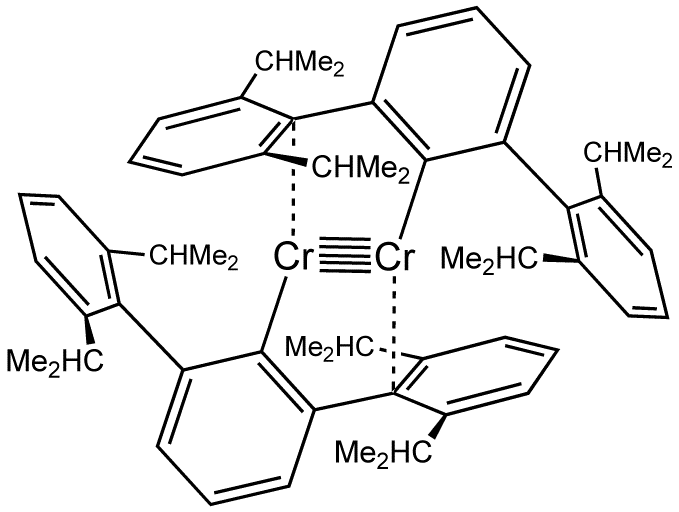
[CrC_{6}H_{3}-2,6-(C_{6}H_{3}-2,6-(CHMe_{2})_{2})_{2}]_{2}の構造

五重結合（ごじゅうけつごう、Quintuple bond）は、2005年に右図のような複核クロム化合物に関して初めて報告された珍しい化学結合である。その複核クロム錯体の五重結合では2つの中心金属原子間の結合に10個の電子が関与し、その内訳はσ2π4δ4である。そしてかさ高いテルフェニル型配位子、2,6-ビス[(2,6-ジイソプロピル)フェニル]フェニル基で速度論的に安定化されている。これは Co2(CO)8 などの複核錯体によく見られるような、金属原子間に配位子が架橋して金属-金属結合距離を近づけ安定化させる場合とは対照的である。この複核クロム錯体は 200 ℃ まで安定である。Cr-Cr五重結合はマルチレファレンスab initio法とDFT法で解析された 。2007年には理論研究でRMMR型の五重結合は trans-bent構造で、置換基Rが橋架け構造になっており、驚くほど折れ曲がっていることが示された。
また、2005年には計算化学に基づいてウラン分子U2にも五重結合が存在することが予想された。ジウラニウム化合物は珍しいが、U2Cl82-アニオンなどの存在が知られる。
2007年にはクロム-クロム五重結合を含む今までで最も短い金属結合(180.28pm)が報告された。